# Ральф Брінкгаус
Ральф Брінкгаус (нім. Ralph Brinkhaus; нар. 15 червня 1968, Реда-Віденбрюк, Північний Рейн-Вестфалія, Німеччина) — німецький політик, член Християнсько-демократичного союзу (ХДС). У 2018—2022 роках очолював фракцію ХДС/ХСС у Бундестазі.

## Освіта та початок кар'єри
Народився 15 червня 1968 року у Реда-Віденбрюку, Північний Рейн-Вестфалія, і виріс у Рітберзі. Після закінчення професійного навчання в Bosch і військової служби в казармах фельдмаршала Роммеля в Августдорфі вивчав економіку в Гоенгаймському університеті. Здобув вищу економічну освіту та є кваліфікованим податковим радником.
На початку кар'єри працював у Deloitte у Ганновері, Deutsche Babcock в Обергаузені, а також у Medion в Ессені та Мюльгаймі. 2004 року влаштувався податковим радником у Гютерсло.

## Політична кар'єра
2004 року обраний членом міської ради Гютерсло, й обіймав цю посаду до 2012 року. У 2004—2009 роках був головою партійної групи. 2004 року став членом виконкому ХДС районного рівня.
Після виборів 2009 року став депутатом німецького Бундестагу, змінивши Губерта Дейттерта. У 2009—2013 роках працював у фінансовому комітеті, де був доповідачем депутатської групи з питань банків і страхування. З 2014 року був частиною керівництва групи під головуванням Волкера Каудера. На цій посаді був головним представником групи з бюджетних і фінансових питань.
У 2014—2017 роках очолював німецько-індійську парламентську групу дружби. Відтоді обіймає посаду заступника голови групи.
У 2016—2021 роках обіймав посаду заступника голови ХДС Арміна Лашета у Північному Рейні-Вестфалії, найгустонаселенішій землі Німеччини. Під час переговорів щодо формування коаліційного уряду ХДС і Партії зелених під керівництвом Лашета після виборів 2017 року був частиною делегації своєї партії в робочій групі з економічних питань, інфраструктури та фінансової політики. У переговорах щодо формування коаліційного уряду під керівництвом канцлера Ангели Меркель після федеральних виборів 2017 року також був членом делегації ХДС.
25 вересня 2018 року обраний головою парламентської групи ХДС/ХСС, отримавши 125 голосів проти 112 голосів чинного президента Фолькера Каудера. На той час голови ХДС і ХСС, Ангела Меркель і Горст Зеегофер, а також Армін Лашет вже підтримали Каудера. Згодом Брінкгаус очолив групу разом зі своїм співголовою від ХСС Александером Добріндтом.
З 2022 року — член Комітету з європейських справ і Парламентської консультативної ради зі сталого розвитку.

## Політичні позиції
Фахівець з фінансової політики і виступає за збалансований бюджет. У червні 2017 року проголосував проти запровадження в Німеччині одностатевих шлюбів.

## Особисте життя
З 2010 року одружений на економістці та менеджерці American Express Ельке Томбах. Вболіває за футбольний клуб «Кельн». Католик.